# Joan Bernadet i Aguilar
Joan Bernadet i Aguilar   (Capellades, 1861 - Xalapa, 1932) fou un pintor català, establert a Mèxic des de 1896. En algunes fonts, consta amb el cognom Bernardet
Fill de Francesc Bernadet i Pujol i Antònia Aguilar i Vargas, petits comerciants de Capellades, demostrà aptituds per al dibuix i anà a estudiar a l'Escola de Belles Arts de Barcelona amb Antoni Caba i Ramon Padró. Fou becat a Roma i també estudià a Madrid i París. Exposà les primeres obres de retrats de mida natural el 1880 a la Sala Parés. També el 1888 decorà el cafè Lion d'Or de Barcelona i col·laborà en la decoració del pavelló dels Estats Units de l'Exposició Universal de Barcelona de 1888. Els anys següents visqué al carrer Moles 34 de Barcelona i participà en diverses exposicions, com l'Exposició de Belles Arts de Barcelona de 1891, l'Exposició de l'Ateneu Barcelonès de 1893 i l'Exposició de Belles Arts de Barcelona de 1894. El 1893 va guanyar les oposicions a professor a l'aleshores Escola Menor de Belles Arts de Figueres, ciutat en què també va exposar a la Casa Faig i la rellotgeria Soler. El 1896 marxà a l'Havana, Cuba, on coincidí amb el també capelladí Joan Artigas i Cardús, però s'estigué poc temps a l'illa i se n'anà al Municipi de Xalapa, Mèxic, on fixaria la seva residència definitivament. Es casà el 1918 i morí el 1932.

## Obra
Conreà el realisme principalment en el retrat, la figura i el paisatge.
- Decoració del cafè Lion d'Or a Barcelona
- Medallons de Miguel Servet i Vidal de Canyelles al Paranimf de la Universitat de Barcelona[6]
- 1888 Decoració del pavelló dels Estats Units de l'Exposició de Barcelona
- 1892 Adoració del nen Jesús, pintat juntament amb Antoni Coll
- 1892 L'Hereu
- 1892 Un artista
- 1892 Escultura relleu de Tomás Breton
- 1893 A la llotja
- 1893 Cap d'estudi
- 1894 Primers albors de la fe

A Mèxic
- 1899 La joven madre
- Paisaje de Xalapa
- Jarocha en la ventana[7]
- 17 de les 30 obres de la col·lecció del Colegio Preparatorio de Xalapa, on treballà com a professor